# Metisa nainiagini
Metisa nainiagini är en fjärilsart som beskrevs av David 1964. Metisa nainiagini ingår i släktet Metisa och familjen säckspinnare. Inga underarter finns listade i Catalogue of Life.